# Çukurköprü, Kadirli
Çukurköprü là một xã thuộc huyện Kadirli, tỉnh Osmaniye, Thổ Nhĩ Kỳ. Dân số thời điểm năm 2010 là 818 người.